# フェレドキシン
フェレドキシン (Ferredoxin) は、内部に鉄-硫黄クラスター (Fe-Sクラスター) を含む鉄硫黄タンパク質の一つであり、電子伝達体として機能する。ヘムを含まない非ヘムタンパク質（他にルブレドキシン、高電位鉄-硫黄タンパク質など）のひとつであり、動物から原核生物まで広く分布する。光合成、窒素固定、炭酸固定、水素分子の酸化還元など主要な代謝系に用いられる。酸化還元電位 (E0') は−0.43V。略号はFdである。
比較的小さなタンパク質であるために、エドマン分解法などで古くからアミノ酸配列が調べられ、生物の系統解析などに使用されていた。しかしながら現在は情報量が少ないこともあいまって系統解析に使用されることはない。

## フェレドキシンの種類と酸化還元様式

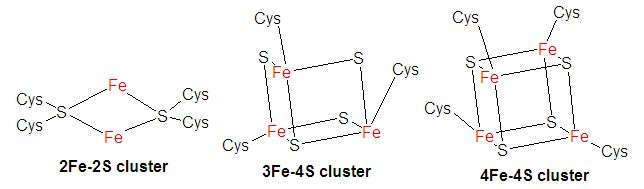
Fe-Sクラスターの種類

フェレドキシンはタンパク質アミノ酸配列や保有している生物よりはむしろFe-Sクラスターの種類によって分類される。Fe-Sクラスターは以下の種類から構成される。
[2Fe-2S]
鉄および硫黄（不安定硫黄）が2つずつ結合している。植物や動物のフェレドキシンはこの形状のみである。真正細菌および古細菌（高度好塩菌）もこのフェレドキシンを有する。
[3Fe-4S]
[4Fe-4S]が酸化状態でこの形状になるといわれているが、この形状を生理学的に利用する生物も存在する。真正細菌、古細菌のみが有する。
[4Fe-4S]
このクラスターは完全な立方体を形成しており、フェレドキシンおよび高電位鉄-硫黄タンパク質にみられる。より嫌気的環境で機能する。真正細菌および古細菌（メタン菌、好熱菌）が有する。
また、1つのフェレドキシン内に複数のクラスターを有するものもあり、そのようなフェレドキシンは以下の表記がなされる。
- [3Fe-4S] と [4Fe-4S] を1つずつ持つもの - [7Fe-8S]フェレドキシン
- [4Fe-4S] を2つ持つもの - [8Fe-8S] あるいは2[4Fe-4S]フェレドキシン

メタン菌はポリフェレドキシンという[4Fe-4S]クラスターを12個有するフェレドキシンを持っている。このようにフェレドキシン内のFe-Sクラスターの種類と数は多様である。
フェレドキシンの酸化還元様式はそれぞれのクラスターで以下のようになっている。
[2Fe-2S]
2 Fe3+ （酸化型） {\displaystyle \rightleftarrows } Fe3+•Fe2+ （還元型） {\displaystyle \rightleftarrows } 2 Fe2+ （超還元型*）
[3Fe-4S]
3 Fe3+ （超酸化型*） {\displaystyle \rightleftarrows } 2Fe3+•Fe2+（酸化型） {\displaystyle \rightleftarrows } 1Fe3+•2Fe2+ （還元型）
[4Fe-4S]
3Fe3+•Fe2+ （超酸化型*） {\displaystyle \rightleftarrows } 2 Fe3+•2Fe2+ （酸化型） {\displaystyle \rightleftarrows } Fe3+•3Fe2+ （還元型）
なお、*印のついた状態は生理状態では存在せず、精製したフェレドキシンに還元剤や酸化剤を加えることにより見ることのできる状態である。こうした酸化還元状態は電子スピン共鳴（ESR、あるいは常磁性共鳴、EPR）によって調べることができるが、2つの鉄のスピンが互いに打ち消しあうため[2Fe-2S]型のスペクトルは還元状態でしか見ることができない。

## 生理的意義
フェレドキシンの介する反応は実に多様で、その広い分布を反映するかのようである。基本的には有機物酸化あるいは光合成によって得られた電子を用いて、還元物質を生産することであるが、幅広い電子受容体が存在する。

### 光化学系における反応
光化学系複合体Iでは還元物質NADPHが生産されるが、このときの電子供与体がフェレドキシンである。光化学系Iによって励起された電子がこの低い酸化還元電位を持つ電子伝達体に電子を譲渡し、フェレドキシン：NADP+酸化還元酵素 (FNR) の触媒により、NADPHが生産される。
[2Fe-2S]Fdred + NADP+ → Fdox + NADPH （カルビン-ベンソン回路へ）
さらに、循環的電子伝達系（光化学反応を参照）ではフェレドキシンがプラストキノン(PQ)に電子伝達を行い、ATPの光リン酸化に寄与する。
Fdred + PQox → Fdox + PQred （シトクロムb6/f複合体へ）
また、フェレドキシンはチオレドキシン (Tr) にもフェレドキシン：チオレドキシン酸化還元酵素によって電子伝達を行い、光合成酵素（RubisCOなど）の光活性化を担う。
Fdred + Trox → Fdox + Trred （酵素のS−S結合をスルフヒドリル基へ）

### 水素の生産
フェレドキシンは酸化還元電位が低いので、ヒドロゲナーゼに電子伝達を行うことによる水素の生産が可能である。硫酸還元菌などでは乳酸の酸化により電子を奪い、フェレドキシンを経て、水素の生産を行なうと考えられている。
2 Fdred + 2 H+ → 2 Fdox + H2↑

### 窒素循環
フェレドキシンは窒素固定および硝酸還元にも関与する。
8 Fdred + N2 + 8 H+ + 16 ATP → 8 Fdox + 2 NH3 + H2 +16 ADP + 16 Pi （窒素固定）
6 Fdred + NO2- + 8 H+ → 6 Fdox + NH4+ + 2 H2O （硝酸還元）
他に、2-オキソ酸（ピルビン酸など）の酸化にフェレドキシンを用いているケースも多い。この反応にはほとんどの真核生物や好気性真正細菌では電子受容体としてNAD+を用いているが、古細菌や一部の真正細菌、寄生生物や原生生物などでは比較的低分子の2-オキソ酸：フェレドキシン酸化還元酵素が用いられている。

## 高電位鉄 - 硫黄タンパク質
高電位Fe-Sタンパク質 (high potential iron-sulfur protein, HPIP) はフェレドキシンと同じ活性点 [4Fe-4S] を持つが、酸化還元電位が極めて高い点のみが異なる (E0'= +0.35V)。フェレドキシンとは別のタンパク質であるが、クラスターの酸化状態が違うだけである。
HPIPの酸化還元様式は以下の通りである。
HPIP
3Fe3+•Fe2+ （酸化型） {\displaystyle \rightleftarrows } 2Fe3+•2Fe2+ （還元型） {\displaystyle \rightleftarrows } Fe3+•3Fe2+ （超還元型*）
Fd
3Fe3+•Fe2+（超酸化型*） {\displaystyle \rightleftarrows } 2Fe3+•2Fe2+ （酸化型） {\displaystyle \rightleftarrows } Fe3+•3Fe2+ （還元型）
なお、*印は生理状態では存在しない。上記の[4Fe-4S]の酸化還元様式と比較すると良く分かるが、「フェレドキシンの超酸化型がHPIPにとっての酸化型」であることがわかる。一方、「HPIPの超還元型はフェレドキシンの還元型」に等しい。なぜこのようなことが起きるのかについては良く分かっておらず、カーターらによって「3酸化状態仮説」という説が唱えられているのみである。

## 合成
フェレドキシンはタンパク質であるために、遺伝子から転写・翻訳されて合成されるが、Fe-Sクラスター構築にはいくつかのケースにおいて他のタンパク質の関与している場合がある。これを、「タンパク質の翻訳後修飾」といい、他の金属タンパク質などは概して、こうした修飾を受けるといわれている。